# Oberek-Kliff
Das Oberek-Kliff (polnisch Urwisko Oberek) ist ein blankes Felsenkliff auf King George Island im Archipel der Südlichen Shetlandinseln. Es ragt im Chopin Ridge am Ufer der Polonez Cove zwischen dem Lions Rump und dem Low Head auf.
Polnische Wissenschaftler benannten es 1980 nach einem polnischen Volkstanz.